# Can Grau (Barcelona)
|  | Aquest article tracta sobre Can Grau de Barcelona. Vegeu-ne altres significats a « Can Grau (desambiguació)». |

Can Grau, també conegut com a Mas Busquets, era una masia del barri del Carmel de Barcelona, inclosa en l'Inventari del Patrimoni Arquitectònic de Catalunya i actualment desapareguda.

## Història
Originalment coneguda com a Mas Busquets, va ser propietat d'Estaper, Frederic Despalau, Josep d'Amat i de Junyent, Joan Ferrer i, finalment, Josep Grau, que la va adquirir el 1692 i de qui va rebre el nom. El 1786 passà a mans d'Agustí de Moreno i Montfar, assessor de la Reial Intendència del Principat, que el 1801 la vengué al comerciant Gabriel Colom i Llansó per 57.725 ardits. El 1841, el fabricant Joan Calafell i Serra i la seva mare Engràcia Serra la compraren als hereus de Gabriel Colom per 18.750 lliures barcelonines, de les quals 7.000 corresponien a les mines d'aigua.
El 1889, la finca de Can Mans es va segregar de l'heretat per l'establiment emfitèutic atorgat pels germans Heribert i Toribi Calafell i la seva mare Generosa Samada, respectivament fills i vídua de Joan Calafell, a Francesca Piqué i Magrans, esposa de Joan Vila i Sabadell. El 1890, els germans Calafell vengueren la resta (que tenia una superfície d'uns 140.000 m²) a Alexandre de Bacardí i de Janer per 100.000 pessetes, de les quals 71.000 servirien per a pagar els deutes dels Calafell amb diversos creditors.
El 1900 es va crear el Patronato de Cultura y Beneficencia de Nuestra Señora del Carmelo, ubicats a la capella de Can Grau, perquè els habitants de les cases de la incipient barriada poguessin tenir el seu servei religiós i no haver-se de traslladar a la parròquia de Sant Joan d'Horta. També s'hi organitzava l'ajut als pobres i s'hi feien festes populars.
Després que haguessin estat edificades totes les seves terres i amb l'especulació urbanística dels anys 1960, Can Grau va quedar encaixonada a l'interior de l'illa formada pels carrers Bernat Bransí, Pantà de Tremp, Moratín i Ramon Rocafull.
A la dècada del 2000, la casa estava molt deixada i les diverses plantes havien estat transformades en diversos habitatges familiars. A causa de les moltes famílies que hi vivien, era coneguda entre el veïnat com el Rancho Grande. Finalment va ser enderrocada el 2006, amb l'excusa del seu estat precari.
El 2008 s'hi va dur a terme una intervenció arqueològica, consistent en la realització de cinc rases. Es va documentar bona part d'un gran soterrani, així com diverses estructures, la majoria murs i xarxes de clavegueram, que formen part de la construcció de la masia, i més concretament de les últimes reformes del segle xx. Totes les estructures reposen directament sobre el terreny natural. Cal ressaltar la documentació d'un mur, obrat amb pedres lligades amb morter de calç, que s'emmarca entre el segle xvi i mitjans del segle xvii, i que podria correspondre a l'antiga masia.

## Descripció
Era un gran casal de tres plantes amb capella annexa, envoltat de camps de conreu (vinyes, horta, ametllers, garrofers, etc.) i de zones enjardinades, amb pavellons i una gran cascada amb un bon doll d'aigua que rajava contínuament. Hi havia tres mines d'aigua, conduïda per aqüeductes des del naixement de les fonts.
La propietat era regentada per masovers, alhora que servia de casa d'estiueig per als propietaris.